# N2 (ånglok)
Littera N2 var tre stycken ånglok inom Statens Järnvägar (SJ), av typen tanklok med invändiga cylindrar. Loken levererades ursprungligen 1916 till Uppsala–Gävle Järnväg (UGJ) som littera I, och tillverkades av Motala Verkstad AB. N2-loken tillhörde Sveriges kraftigaste tanklok när de levererades, och gick under smeknamnet ”Stortankarna”. De användes i godståg, och efter 44 års tjänstgöring avställdes loken och blev beredskapslok under ytterligare 10 år. Ett lok finns bevarat vid Järnvägsmuseet i Gävle.

## Historisk logg
| Årtal | Händelse                                                                              |
| ----- | ------------------------------------------------------------------------------------- |
| 1916  | Levererans från Motala Verkstad till UGJ. Littereras I, med nr 27-29.                 |
| 1933  | Övertas av SJ och littereras OKe, med nr 1519-1521.                                   |
| 1934  | Lok nr 1520 avyttras till Helsingborg-Hässleholm Järnväg (HHJ) som HHJ nr 32.         |
| 1940  | Lok nr 1520 återgår till SJ.                                                          |
| 1942  | Littereras N2 med bibehållen nummerserie.                                             |
| 1960  | Avställs och blir beredskapslok.                                                      |
| 1970  | Slopning.                                                                             |
| 1971  | Nr 1521 ställs upp som monument i Motala (senare överförd till Gävle Järnvägsmuseum). |
| 1973  | Nr 1520 skrotas av Kalmar Verkstad.                                                   |
| 1979  | Nr 1519 skrotas i Vislanda.                                                           |

Källa

## Tabell, huvuddata
| Huvuddata                  | Huvuddata                  | Huvuddata     |
| -------------------------- | -------------------------- | ------------- |
| Axelanordning och spårvidd | Axelanordning              | 1'D1'         |
| Axelanordning och spårvidd | Spårvidd                   | 1435 mm       |
| Hjuldiametrar              | Löphjul, främre            | Okänd         |
| Hjuldiametrar              | Drivhjul                   | 1400 mm       |
| Hjuldiametrar              | Löphjul, bakre             | Okänd         |
| Cylindrar                  | Antal                      | 2             |
| Cylindrar                  | Diameter                   | 544 mm        |
| Cylindrar                  | Slaglängd                  | 640 mm        |
| Panna                      | Rostyta                    | 2,63 m2       |
| Panna                      | Eldyta, total              | 130,0 m2      |
| Panna                      | Överhettningsyta           | 38,6 m2       |
| Panna                      | Ångtryck                   | 12 kg/cm2     |
| Vikter (†)                 | Tjänstevikt                | 85300 kg (††) |
| Vikter (†)                 | Adhesionsvikt              | 60000 kg      |
| Vikter (†)                 | Största axeltryck          | Okänd         |
| Förråd                     | Kol                        | 4100 kg       |
| Förråd                     | Vatten                     | 10000 liter   |
| Dimensioner                | Längd över buffertar       | 13650 mm (‡‡) |
| Dimensioner                | Hjulbas                    | Okänd         |
| Prestanda                  | Startdragkraft             | 10550 kg      |
| Prestanda                  | Största tillåtna hastighet | 70 km/h (‡‡)  |
| Prestanda                  | Indikerad effekt           | 1110 ihk (‡)  |

†) Gäller vid fyllda kol- och vattenförråd.

‡) Värdet är beräknat enligt Höijer (stycke 1251), och gäller vid den gynnsammaste hastigheten (65 km/h), och vid normal rostansträngning. Beräkningen antar att N2-loket saknade matarvattenförvärmare.

††) http://www.svenska-lok.se anger 88200 kg.

‡‡) Uppgift hämtad från http://www.svenska-lok.se
Källa.